# Salomoneneule
Die Salomoneneule (Asio solomonensis, Synonym: Nesasio solomonensis), auch Salomonenkauz  genannt, ist eine sehr seltene, große Eule, die ausschließlich auf den Salomonen sowie auf der zu Papua-Neuguinea gehörenden Insel Bougainville vorkommt. Sie wird zwischen 28 und 38 cm lang und ihre Flügelspannweite liegt bei 70 bis 75 cm. Die Federn um die großen, gelben Augen sind weißgrau gefärbt. Ihr ockerfarbener Körper ist dunkelbraun gefleckt. Sie hat keine Federohren und jagt mit ihren kräftigen, borstigen Krallen Tüpfelkuskuse und andere kleinere Beuteltiere. Mit ihrem starken Schnabel zerreißt sie ihre Beute und schluckt sie in mausgroßen Stücken herunter.

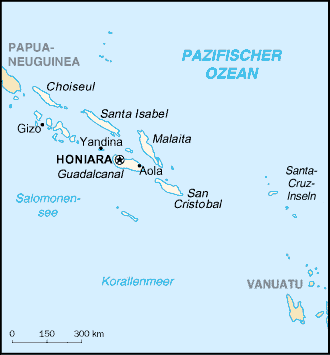
Die drei größten Inseln der Salomonen bilden das Verbreitungsgebiet der Salomoneneule

## Fortpflanzung
Über das Fortpflanzungsverhalten der Salomoneneulen ist wenig bekannt, nur soviel, dass sich ihre Nester in Astlöchern oder Felsspalten befinden.

## Verbreitung
Die Salomoneneule kommt nur auf der Salomon-Inselgruppe im Pazifischen Ozean vor, und selbst dort bewohnt sie nur die drei größten Inseln Bougainville, Choiseul und Santa Isabel. Durch ihren kleinen Lebensraum ist sie eine der seltensten Eulen der Welt und gilt als stark gefährdet.